# Municipio de Howard (condado de Labette)
El municipio de Howard (en inglés: Howard Township) es un municipio ubicado en el condado de Labette en el estado estadounidense de Kansas. En el año 2010 tenía una población de 346 habitantes y una densidad poblacional de 3,11 personas por km².

## Geografía
El municipio de Howard se encuentra ubicado en las coordenadas 37°2′20″N 95°26′45″O / 37.03889, -95.44583. Según la Oficina del Censo de los Estados Unidos, el municipio tiene una superficie total de 111.12 km², de la cual 110,98 km² corresponden a tierra firme y (0,13 %) 0,15 km² es agua.

## Demografía
Según el censo de 2010, había 346 personas residiendo en el municipio de Howard. La densidad de población era de 3,11 hab./km². De los 346 habitantes, el municipio de Howard estaba compuesto por el 83,53 % blancos, el 9,25 % eran amerindios, el 0,29 % eran de otras razas y el 6,94 % eran de una mezcla de razas. Del total de la población el 6,07 % eran hispanos o latinos de cualquier raza.